# Immeuble JEA
L'immeuble JEA est un immeuble d'appartements construit suivant le mouvement moderniste belge en 1949 à Ixelles par l'architecte Claude Laurens. 

## Localisation
Le bâtiment se situe dans la commune d’Ixelles, proche de divers notamment du Bois de la Cambre, de l’Abbaye de la Cambre et de l’Université libre de Bruxelles.  
La parcelle sur laquelle s’implante l’immeuble d'appartements se trouve au numéro 4 de l’avenue Jeanne. Cette avenue relie l’avenue Franklin Roosevelt à l’avenue Adolphe Buyl où l’avenue Maurice se rejoint pour créer un carrefour. La parcelle est orientée Nord-ouest, Sud-est, de manière à jouir d’un dégagement côté rue, tandis que la façade arrière donne sur le campus du Solbosch. Elle s’inscrit entre deux mitoyens sur une largeur de 10 mètres.

## Histoire
De 1946 à 1950, Claude Laurens s’installe à Bruxelles, période pendant laquelle il conçoit principalement des villas et immeubles d'appartement. Le 7 mai 1949, l'ancienne propriétaire, introduit une demande à la commune d'Ixelles, ayant pour objet la construction d'un immeuble entre deux mitoyens. Fin août 1949, l'autorisation pour la construction de l'immeuble avenue Jeanne est accordée.

## Architecture

### Description
La parcelle, de forme rectangulaire longitudinale, s’inscrit entre deux mitoyens sur une largeur de 10 mètres. Celle-ci est divisée en trois parties, dont la zone de recul côté rue, la partie centrale sur laquelle vient s’asseoir le bâtiment et la partie arrière qui sert de jardin privé. La zone de recul, constituée d’un petit jardin minéral et délimitée par des murets en moellons de la Meuse, isole le bâtiment de la rue. 
Dans ce jardin on retrouve un banc en béton « de porphyre » qui s’élève sur un socle en moellons et qui représente une œuvre artistique intégrante à l’immeuble à appartements. 
Une fois le jardin traversé, nous nous retrouvons sous le porche d’entrée animé par deux poteaux circulaires en béton armé. La maçonnerie de moellons de la Meuse soigneusement rejointoyée en relief se retrouve également sous le porche comme indicateur d’entrée. 
L’immeuble d’une largeur de 10m de façade s’élève sur huit étages. Les deux derniers niveaux sont construits en retrait sur l’alignement afin de respecter le gabarit imposé. Par leur retrait sont formés des toits-terrasses.  
La façade est percée de fenêtres, de simple vitrage, organisées en bandeau avec des châssis en aluminium « anticorodal » de type pivotant. À partir du deuxième niveau, quatre balcons, de 3,5m en béton, se superposent. Les balcons à l’arrière prennent toute la largeur de la façade.

### Distribution
Le hall d’entrée, de plan carré, se situe au centre de l’immeuble et permet ainsi une meilleure distribution des pièces, dont une ancienne conciergerie, vide aujourd’hui, un appartement, une distribution verticale vers la cave et les niveaux supérieurs et une porte menant aux garages à l’arrière de la parcelle. 
Par étage, deux appartements semblables occupent les quatre premiers niveaux d’habitations. Ceux-ci partagent une circulation verticale centrale. Chaque habitation comprend un « hall, cuisine, salle de bains, 1 living avec feu ouvert, 1 chambre à coucher et une chambre d'armoires, à la fois garde-robe, lingerie, etc. ».
Au cinquième étage, l’appartement côté rue est identique aux étages inférieurs. Le logement, côté jardin, est raccordé à l’étage 6 par une circulation intérieure. Le duplex, côté rue, possède une terrasse au septième étage côté jardin. 

### Matériaux
La conception du bâtiment comporte différents matériaux. « L'ossature et les planchers sont en béton armé. Les isolations thermique et acoustique sont assurées par l'utilisation de hourdis en Durisol. Les murs de remplissage sont formés extérieurement : 1° d'une plaque préfabriquée en Durisol, avec enduit extérieur au quartz pur ; 2° d'un voile de béton enduit au plâtre intérieurement. Le dernier étage, en retrait sur l'alignement pour respecter le gabarit, est construit en matériaux particulièrement isolant. Les châssis pour les deux façades sont en aluminium "anti-corodal". Le revêtement des sols est en marbre blanc pour le hall d'entrée de l'immeuble, en granito blanc dans l'escalier, en carrelages rouge ou blanc pour les salles de bains, les cuisines et terrasses. Les pièces de séjour sont parquetées de chêne ».

## Œuvre d'art
René Zuber a exposé une photo d'une Korè, prise dans le musée Guimet juste après la guerre, dans le hall d'entrée. Son emplacement est visible depuis la rue, cependant il est vide aujourd'hui. 